# Жабаглы (Павлодарская область)
Жабаглы (каз. Жабағылы) — село в Аккулинском районе Павлодарской области Казахстана. Входит в состав Шарбактинского сельского округа. Код КАТО — 555259180.

## Население
В 1999 году население села составляло 314 человек (163 мужчины и 151 женщина). По данным переписи 2009 года, в селе проживали 262 человека (143 мужчины и 119 женщин).